# George Colman (író, 1762–1836)
Ifjabb George Colman (London, 1762. október 21. – Kensington, 1836. október 17.) angol drámaíró, színházigazgató. Idősebb George Colman és Sarah Ford színésznő fia.

## Életrajza
Apjának idegösszeomlása (1789) után átvette a haymarketi Little Theatre vezetését, majd 1794-ben megvásárolta a színházat. 1820-ban színházát eladta sógorának, David Morrisnak. Kiadta verseit, majd anyagi nehézségei miatt hivatali állást kellett vállalnia. 1824-ben a színházak állami cenzorává nevezték ki. Első darabja a "The Female Dramatist 1782", amelyet apja haymarketi színházában mutattak be, megbukott.
Vígjátékaival (Two to One 1784; Inkle and Yarico 1787) és melodrámáival (The Battle of Hexham 1789) azonban már sikert aratott.
Működését a hagyományos színházak túlkapásai elleni küzdelem, pereskedés jellemezte.

## Vígjátékai és melodrámái
- The Iron Chest, 1796
- The Heir at Law [ebben Dr. Pangloss alakjával remek komikus figurát teremtett], 1797
- Blue-Beard, 1798
- John Bull, 1803
- The Dramatic Works of George Colman, the Younger (1–4, 1827)